# Waleri Iljitsch Roschdestwenski
Waleri Iljitsch Roschdestwenski (russisch Валерий Ильич Рождественский, wiss. Transliteration Valerij Il'ič Roždestvenskij; * 13. Februar 1939 in Leningrad, Russische SFSR; † 31. August 2011) war ein sowjetischer Kosmonaut.
Roschdestwenski absolvierte zunächst die militärische Ingenieurhochschule der sowjetischen Marine. Anschließend war er als Kommandeur einer Tiefseetauchereinheit der Baltischen Seekriegsflotte tätig.

## Kosmonautentätigkeit

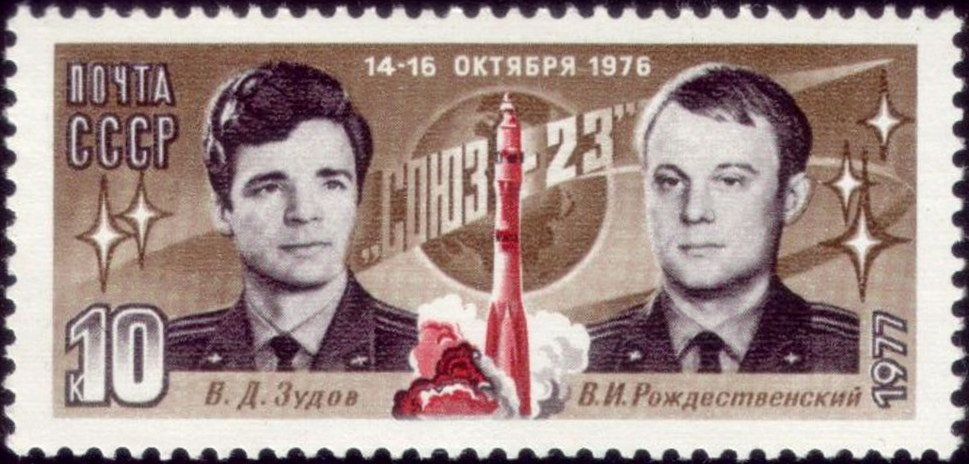
Waleri Roschdestwenski auf einer sowjetischen Briefmarke (rechts), mit Wjatscheslaw Sudow

Am 23. Oktober 1965 wurde Roschdestwenski in die Auswahl für das sowjetische Raumfahrtprogramm berufen. In den folgenden zwei Jahren absolvierte er die Grundausbildung der sowjetischen Kosmonauten ab. Er bildete mit Kommandant Wjatscheslaw Sudow die zweite Ersatzbesatzung für Sojus 15. Beide rückten für Sojus 21 in die erste Ersatzbesatzung auf und flogen 1976 mit Sojus 23 vom 14. bis zum 16. Oktober 1976 in den Weltraum. Bei der Rückkehr nach misslungener Kopplung mit der Raumstation Saljut 5 kam es zu einem ernstzunehmenden Zwischenfall. Die Landung erfolgte nachts auf dem teilweise gefrorenen Tengizsee während eines Schneesturms. Dabei durchschlug die Landekapsel die Eisdecke, blieb aber schwimmfähig. Das Fallschirmsystem konnte nicht abgeworfen werden und die Kapsel wurde seitlich teilweise unter Wasser gezogen, dadurch befanden sich die Ausstiegsluke, das Frischluftventil und die ohnehin beschädigten Antennen des Kommunikationssystems unterhalb der Wasseroberfläche. Eine Funkverbindung zu den Rettungsmannschaften war nicht möglich. Sudow und Roschdestwenski nahmen alle verzichtbaren elektrischen Systeme einschließlich der Heizung außer Betrieb und verwendeten das Luft-Regenerationssystem nur spärlich. Roschdestwenski und sein Kommandant konnten erst im Laufe des folgenden Tages mit Mühe vom zugefrorenen Tengiz-See geborgen werden.
1986 schied er als aktiver Kosmonaut aus. Er arbeitete danach am Juri-Gagarin-Kosmonautentrainingszentrum und bei der Firma Metropolis Industrie.
Nach langjähriger Krankheit verstarb er Ende August 2011 im Alter von 72 Jahren.
Waleri Roschdestwenski war verheiratet und hatte eine Tochter.